# Arudy
Arudy est une commune française, située dans le département des Pyrénées-Atlantiques en région Nouvelle-Aquitaine.

## Géographie

### Localisation
La commune d'Arudy se trouve dans le département des Pyrénées-Atlantiques, en région Nouvelle-Aquitaine.
Elle se situe à 26 km par la route de Pau, préfecture du département, et à 20 km d'Oloron-Sainte-Marie, sous-préfecture.
Les communes les plus proches sont : 
Sévignacq-Meyracq (1,5 km), Izeste (1,6 km), Sainte-Colome (2,1 km), Bescat (2,1 km), Louvie-Juzon (2,2 km), Buzy (4,0 km), Castet (4,2 km), Buziet (5,3 km).
Sur le plan historique et culturel, Arudy fait partie de la province du Béarn, qui fut également un État et qui présente une unité historique et culturelle à laquelle s’oppose une diversité frappante de paysages au relief tourmenté.

### Communes limitrophes
Les communes limitrophes sont Sévignacq-Meyracq, Bescat, Bilhères, Buziet, Buzy, Izeste, Louvie-Juzon, Oloron-Sainte-Marie et Escot.
| Buziet                     | Buzy     | Bescat, Sévignacq-Meyracq |
| Oloron-Sainte-Marie        | Arudy    | Louvie-Juzon              |
| Escot (par un quadripoint) | Bilhères | Izeste                    |

### Paysages et relief
L’Abétat culmine à 1 204 mètres, le Gerbadure à 1 254 mètres, la Soum de Counée à 1 361 mètres, le Bersaut à 1 368 mètres, les Hourquettes de Baygrand à 1 386 mètres, le Senzouens (ou le Breque) à 1 392 mètres et le pic d'Escurets à 1 440 mètres.

### Hydrographie

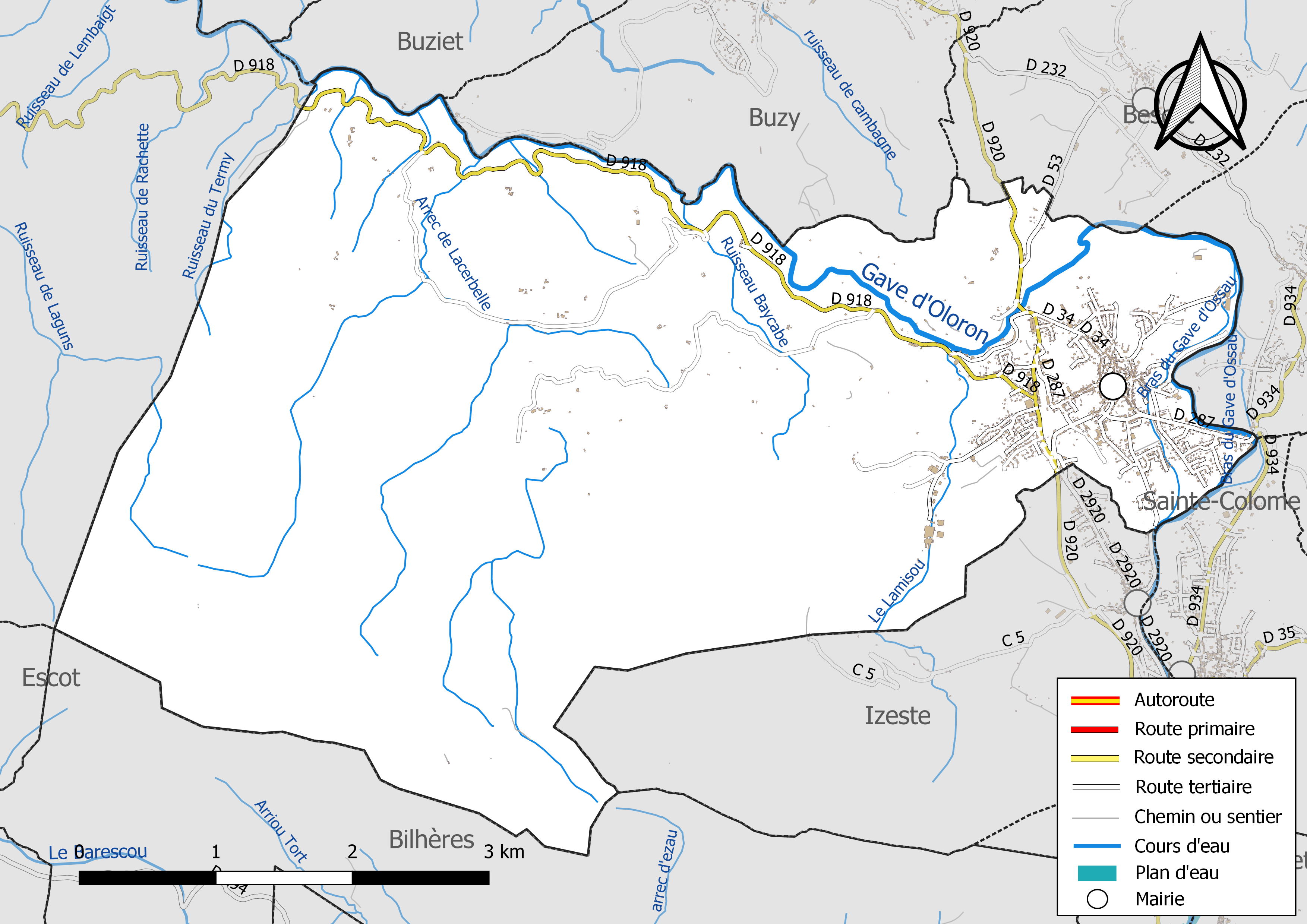
Réseaux hydrographique et routier d'Arudy.

La commune est drainée par le gave d'Ossau, l'Arrec de Lacerbelle, le Lamisou, le ruisseau Baycabe, le ruisseau de Laguns, le ruisseau du Bois de Nougué, le ruisseau du Termy, et par divers petits cours d'eau, constituant un réseau hydrographique de 38 km de longueur totale,.

### Climat
Pour des articles plus généraux, voir Climat de la Nouvelle-Aquitaine et Climat des Pyrénées-Atlantiques.
Historiquement, la commune est exposée à un climat de montagne.
En 2020, Météo-France publie une typologie des climats de la France métropolitaine dans laquelle la commune est toujours exposée à un climat de montagne et est dans la région climatique Pyrénées atlantiques, caractérisée par une pluviométrie élevée (>1 200 mm/an) en toutes saisons, des hivers très doux (7,5 °C en plaine) et des vents faibles.
Pour la période 1971-2000, la température annuelle moyenne est de 12,4 °C, avec une amplitude thermique annuelle de 13,7 °C. Le cumul annuel moyen de précipitations est de 1 442 mm, avec 11,9 jours de précipitations en janvier et 9,5 jours en juillet. Pour la période 1991-2020, la température moyenne annuelle observée sur la station météorologique la plus proche, située sur la commune d'Asson à 15 km à vol d'oiseau, est de 13,2 °C et le cumul annuel moyen de précipitations est de 1 376,5 mm,. Pour l'avenir, les paramètres climatiques de la commune estimés pour 2050 selon différents scénarios d’émission de gaz à effet de serre sont consultables sur un site dédié publié par Météo-France en novembre 2022.

## Urbanisme

### Typologie
Au 1er janvier 2024, Arudy est catégorisée bourg rural, selon la nouvelle grille communale de densité à sept niveaux définie par l'Insee en 2022.
Elle appartient à l'unité urbaine d'Arudy, une agglomération intra-départementale regroupant quatre  communes, dont elle est ville-centre,,. Par ailleurs la commune fait partie de l'aire d'attraction de Pau, dont elle est une commune de la couronne,. Cette aire, qui regroupe 227 communes, est catégorisée dans les aires de 200 000 à moins de 700 000 habitants,.

### Occupation des sols

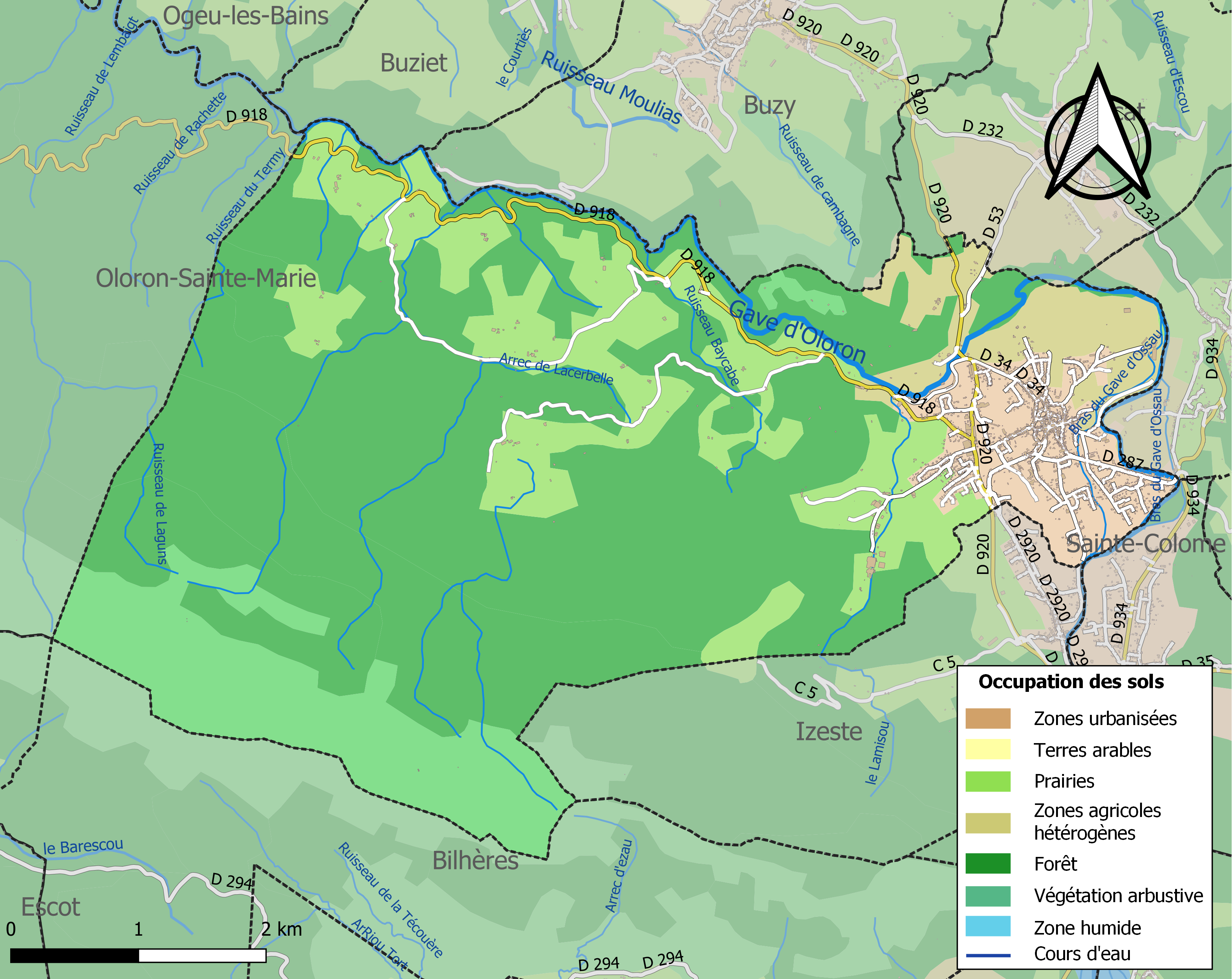
Carte des infrastructures et de l'occupation des sols de la commune en 2018 (CLC).

L'occupation des sols de la commune, telle qu'elle ressort de la base de données européenne d’occupation biophysique des sols Corine Land Cover (CLC), est marquée par l'importance des forêts et milieux semi-naturels (70,8 % en 2018), en diminution par rapport à 1990 (71,9 %). La répartition détaillée en 2018 est la suivante : 
forêts (58,4 %), prairies (17,2 %), milieux à végétation arbustive et/ou herbacée (12,4 %), zones urbanisées (6,9 %), zones agricoles hétérogènes (5,1 %).
L'IGN met par ailleurs à disposition un outil en ligne permettant de comparer l’évolution dans le temps de l’occupation des sols de la commune (ou de territoires à des échelles différentes). Plusieurs époques sont accessibles sous forme de cartes ou photos aériennes : la carte de Cassini (XVIIIe siècle), la carte d'état-major (1820-1866) et la période actuelle (1950 à aujourd'hui).

### Lieux-dits et hameaux
- l'Abat (abreuvoir de)[6]
- l'Abétat (col de)[6]
- Anglas[6],[21]
- Angous[6]
- Arrabiot[6]
- Arrouge (ruines)[6]
- l'Aubisqué[6]
- Bareilles[6],[21]
- Barguères[6]
- Bélier[6]
- Bérastou[6]
- Bersaut (ravin de)[6]
- Béteilles[6]
- Blingou (Turoun de - 433 mètres)[6]
- Bordedela (source)[6]
- Bourdeu[6]
- Brousset[6]
- Caillabère[6]
- Caillou-Marrau[6]
- Camanère[6]
- Carrey[6]
- Casajus[6]
- Cabanes de Castillou[6]
- Cazassus[6]
- Cortès-Granges[6]
- Crest (lac)[6]
- Cumarty[6]
- Daré Bourdeu[6]
- Etchaux[6]
- Florence[6]
- Garrail[6]
- Cabane de Garrietche[6]
- Gerbadure (col de - 1 198 mètres)[6]
- Goubert[6]
- Habarra[6]
- Heugacète (col de)[6]
- Hondaa[6]
- Houn Barrade (col de)[6],[21]
- Hourgolle[6]
- les Jardins d'Arudy[6]
- Jugist[6]
- Laborde (deux lieux-dits)[6]
- Lacoste[6]
- Lacrabère[6]
- Ladebeze[6]
- Granges Lafont[6]
- Lanne[6],[21]
- Larroun[6]
- Lascoungues[6]
- Laüs[6]
- Lissert[6]
- Louraou (abreuvoir de)[6]
- Loustau[6]
- Pouey Maou[6]
- Malarode[6]
- Manaut[6]
- Mancesta (ravin)[6]
- Martouré[6],[21]
- Maysonnave[6]
- Médalou[6]
- Miégaville[6]
- Mourlane[6]
- Cité Notre-Dame[6]
- Nougué[6]
- l'Oustalot[6]
- Pédestarrès (ruines)[6]
- Pène de Plou (468 mètres)[6]
- le Pic d'Ossau[6]
- Pierris[6]
- Pouts[6],[21]
- Saint-Cricq[6]
- Saubiron[6]
- Sépé (source de)[6]
- Séré[6]
- Soubirou[6]
- Soumabielles (ruines)[6]
- Terranère[6]
- Tilhou[6]
- Tocortoure[6]
- Trois-Auges (fontaine des)[6]
- le Turon (530 mètres)[6]
- Vignau[6]
- le Zoum[6]

### Voies de communication et transports
Arudy est desservie par les routes départementales D 34, D 287, D 918, D 920 et D 2920.
La ligne SNCF Buzy-en-Béarn - Laruns a été fermée au trafic des voyageurs le 2 mars 1969. Une liaison de bus restera en place pour assurer les déplacements jusqu'au 1er septembre 2009. Le trafic des marchandises subsista entre Buzy-en-Béarn et Arudy jusqu'en 2003. Les installations sont aujourd'hui déposées.

### Risques majeurs
Le territoire de la commune d'Arudy est vulnérable à différents aléas naturels : météorologiques (tempête, orage, neige, grand froid, canicule ou sécheresse), inondations, feux de forêts, mouvements de terrains et séisme (sismicité moyenne). Il est également exposé à deux risques technologiques, le transport de matières dangereuses et la rupture d'un barrage, et à un risque particulier : le risque de radon. Un site publié par le BRGM permet d'évaluer simplement et rapidement les risques d'un bien localisé soit par son adresse soit par le numéro de sa parcelle.

#### Risques naturels
Certaines parties du territoire communal sont susceptibles d’être affectées par le risque d’inondation par une crue torrentielle ou à montée rapide de cours d'eau, notamment le gave d'Oloron. La commune a été reconnue en état de catastrophe naturelle au titre des dommages causés par les inondations et coulées de boue survenues en 1982, 1987, 2007, 2009, 2013, 2018 et 2019,.
Arudy est exposée au risque de feu de forêt. En 2020, le premier plan de protection des forêts contre les incendies (PDPFCI) a été adopté pour la période 2020-2030. La réglementation des usages du feu à l’air libre et les obligations légales de débroussaillement dans le département des Pyrénées-Atlantiques font l'objet d'une consultation de public ouverte du 16 septembre au 7 octobre 2022,.
Les mouvements de terrains susceptibles de se produire sur la commune sont des mouvements de sols liés à la présence d'argile et des affaissements et effondrements liés aux cavités souterraines (hors mines). Afin de mieux appréhender le risque d’affaissement de terrain, un inventaire national permet de localiser les éventuelles cavités souterraines sur la commune.

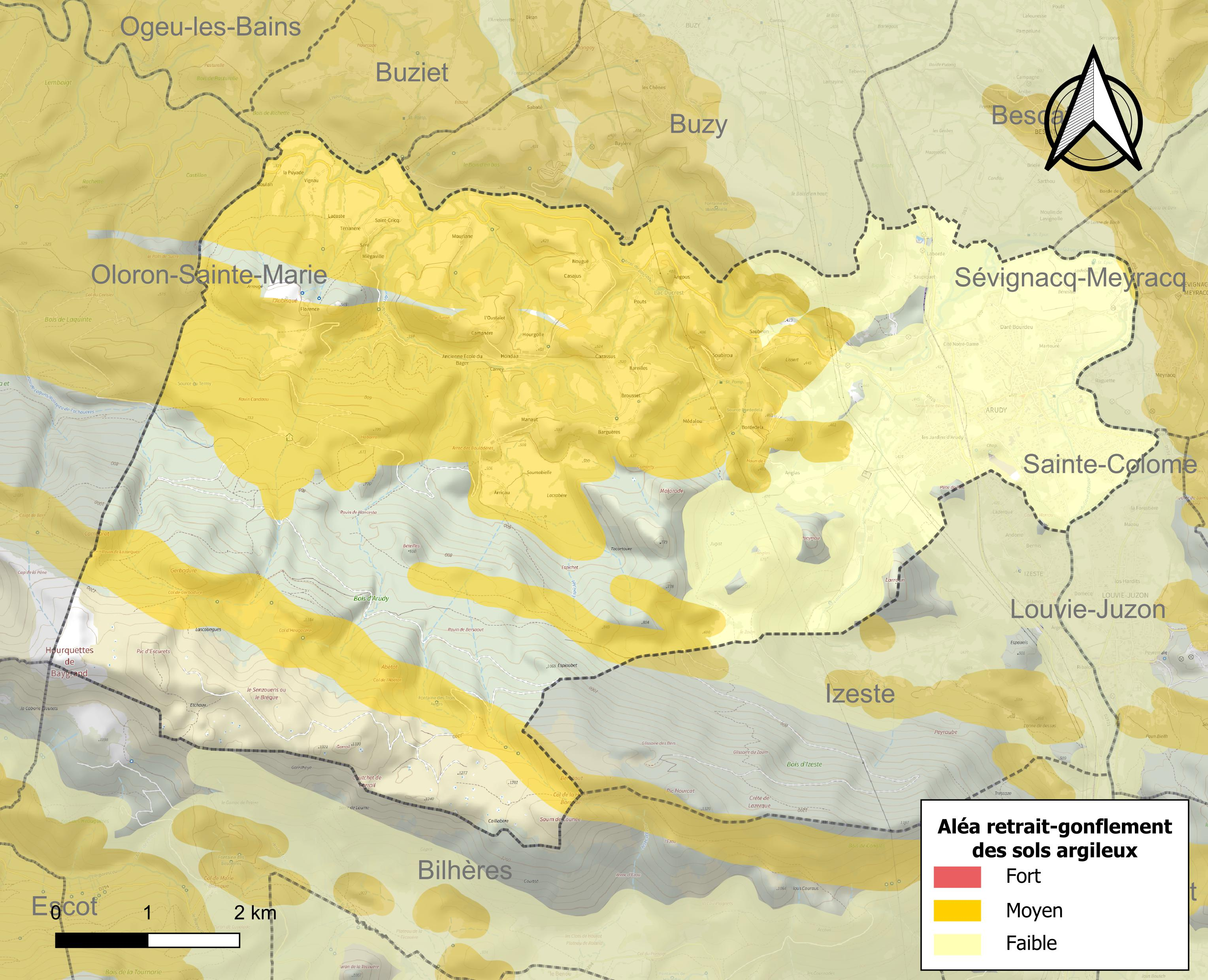
Carte des zones d'aléa retrait-gonflement des sols argileux d'Arudy.

Le retrait-gonflement des sols argileux est susceptible d'engendrer des dommages importants aux bâtiments en cas d’alternance de périodes de sécheresse et de pluie. 47,5 % de la superficie communale est en aléa moyen ou fort (59 % au niveau départemental et 48,5 % au niveau national). Depuis le 1er octobre 2020, en application de la loi ELAN, différentes contraintes s'imposent aux vendeurs, maîtres d'ouvrages ou constructeurs de biens situés dans une zone classée en aléa moyen ou fort,.

#### Risque technologique
La commune est en outre située en aval de barrages de classe A. À ce titre elle est susceptible d’être touchée par l’onde de submersion consécutive à la rupture de cet ouvrage.

#### Risque particulier
Dans plusieurs parties du territoire national, le radon, accumulé dans certains logements ou autres locaux, peut constituer une source significative d’exposition de la population aux rayonnements ionisants. Selon la classification de 2018, la commune d'Arudy est classée en zone 2, à savoir zone à potentiel radon faible mais sur lesquelles des facteurs géologiques particuliers peuvent faciliter le transfert du radon vers les bâtiments.

## Toponymie

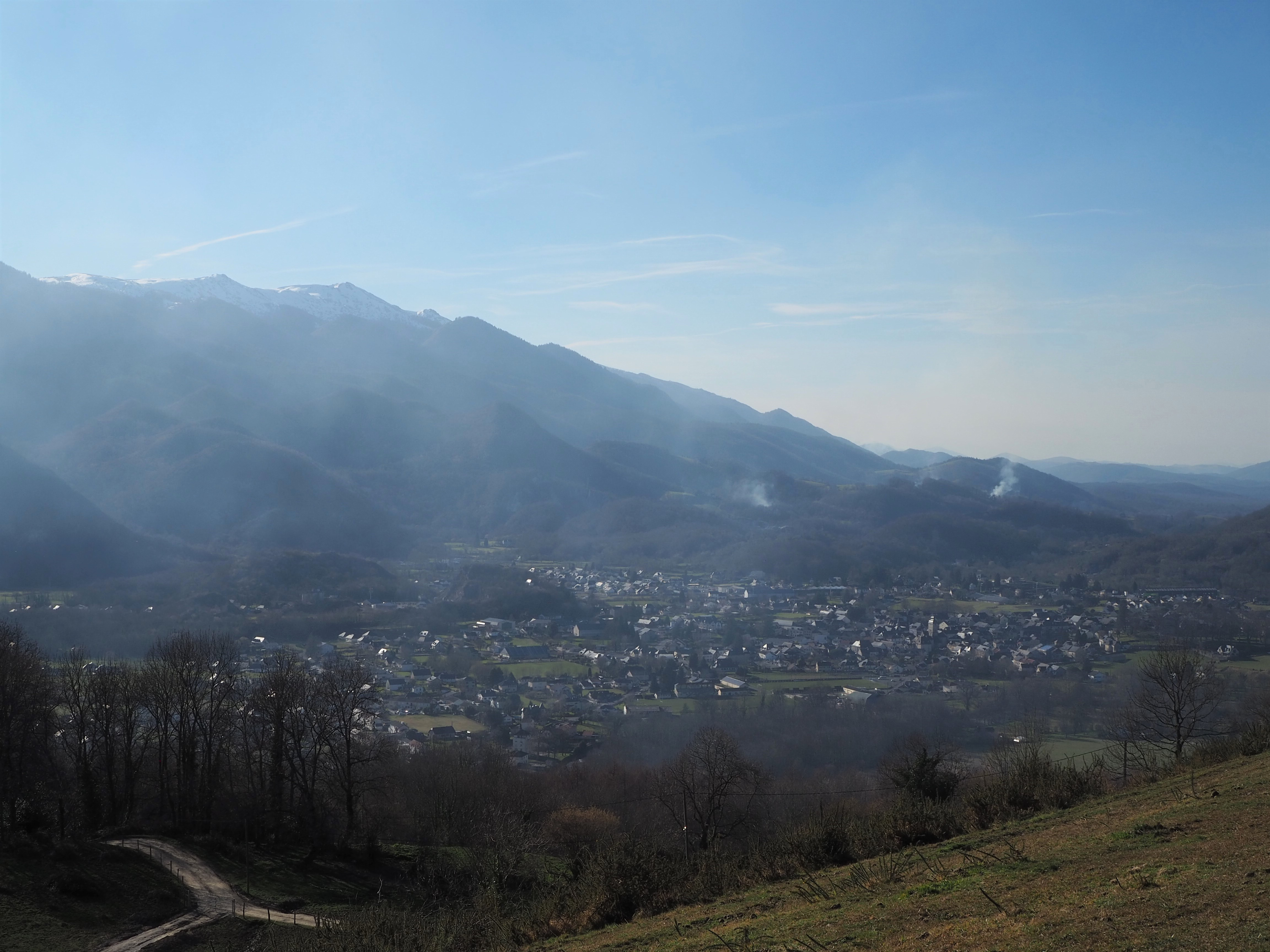
Vue générale sur Arudy depuis Sainte-Colome.

Le toponyme Arudy apparaît sous les formes 
Eruri (1270, titres de la vallée d'Ossau), 
Aruri (1286, acte de paréage Arudy/Iseste, 1328, traité Ossau-Val de Tena et 1343, notaires de Pardies), 
Arury (1368, Bernard Chéronnet), 
Arudy (1375, contrats de Luntz), 
Aruri (1386, Bernard Chéronnet et 1399, affranchissement de serf), 
Aruri (1442, 1466-7 et 1486, Bernard Chéronnet), 
Erudi (1487, notaires d'Ossau), 
Arudi (1538, réformation de Béarn), 
Saint-Germain d'Arudy (1607, insinuations du diocèse d'Oloron) et 
Arudy sur la carte de Cassini (fin XVIIIe siècle).
D’après Michel Grosclaude, le toponyme vient du basque harr (« pierre, rocher ») et uri (« ville »).
Son nom béarnais est Arudi.
Anglas, fief vassal de la vicomté de Béarn, est mentionné sous la graphie Anglès en 1538 (réformation de Béarn) et en 1863 (dictionnaire topographique Béarn-Pays basque).
Baget est un hameau d’Arudy, mentionné par le dictionnaire de 1863.
Bareilles est une ferme qu’en 1385, le censier de Béarn notait Barelhes.
Caillabère désigne une montagne dans le dictionnaire de 1863, sous la forme la Caillabère.
Le même dictionnaire mentionne un fief, vassal de la vicomté de Béarn, nommé Castet-d’Arudy ou le Château d’Arudy (1863).
Le fief de Caubios, relevant de la vicomté de Béarn, est mentionné en 1538 par la réformation de Béarn.
Le col de Houn-Barrade, entre Arudy et Izeste, apparaît sous la forme col de la Houn-Barade dans le dictionnaire topographique Béarn-Pays basque (1863).
Lanne désigne une ferme de la commune, déjà mentionnée en 1385 sous la graphie Lane par le censier de Béarn.
Martouré est un mamelon sur lequel se dressait l’ancien château d’Arudy. Paul Raymond indique que c’était l’endroit où était allumé les feux de la Saint-Jean. L’endroit est mentionné en 1675 par la réformation de Béarn.
Mur désignait un ensemble de rochers (Meur en 1675 dans la réformation de Béarn), destination de processions, où étaient allumés des feux pour la Saint-Jean.
La ferme Pouts est indiquée en 1385 (Potz) par le censier de Béarn.
Sacase de Siot (Sciot en 1675 dans la réformation de Béarn) était un fief dépendant de la vicomté de Béarn.

## Histoire

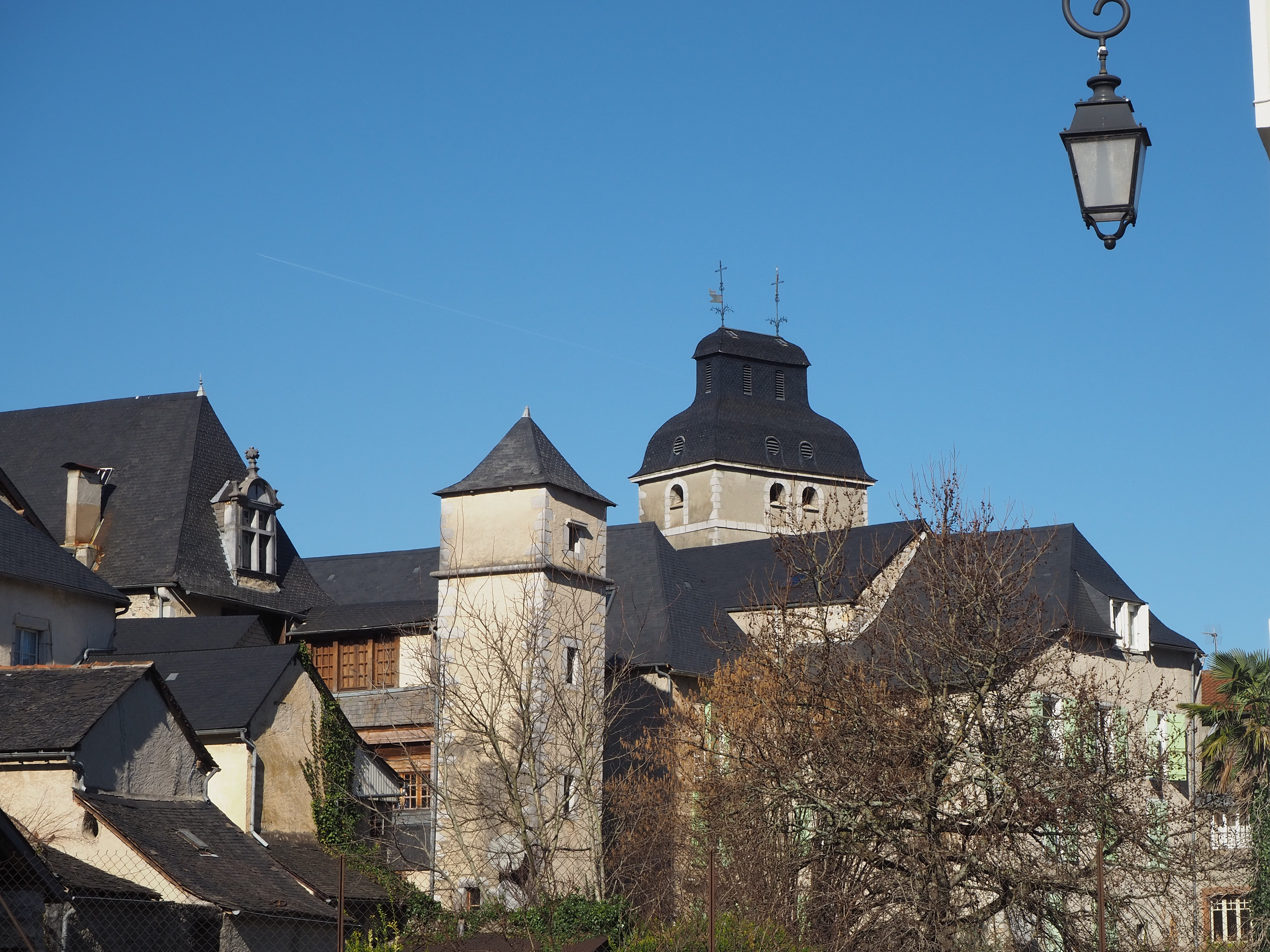
Arudy, porte d'entrée de la vallée d'Ossau.

### Préhistoire
Les premières traces de civilisation datent de la préhistoire, plus précisément du Magdalénien. Les fouilles dans quatre grottes situées sur le territoire de la commune (Malarode, Poeymaü, Saint-Michel et Espalungue) ont livré ossements, outillages et de nombreuses coquilles d'escargots.

### Période médiévale
Le village d'Eruri, ou Aruri, est mentionné à partir du XIIIe siècle. C'est à partir de cette époque qu'est créé le syndicat d'Ossau, qui permettra une relative indépendance des communes de la vallée jusqu'à la Révolution.
Paul Raymond note que la commune comptait une abbaye laïque, vassale de la vicomté de Béarn.
En 1385, Arudy comptait 86 feux et dépendait du bailliage d'Ossau.

### L'industrialisation à partir duXIXesiècle
C'est au XIXe siècle que la ville prend son essor économique, en particulier grâce au développement de l'industrie hydro-électrique et à l'ouverture de la ligne ferroviaire. Des scieries et des carrières de marbre sont créées, faisant vivre plusieurs centaines de personnes. Trois carrières de l'entreprise Laplace fonctionnent encore aujourd'hui : Paloma, Sainte-Anne et Henry IV.

#### Travail du cuir
Les tanneries d'Arudy, connues internationalement, recevaient des fourrures provenant de Russie et des États-Unis. Elles employaient 34 personnes en 1848, 142, réparties dans trois tanneries en 1871, et 200 en 1937.

#### Extraction du marbre
Dans la région d'Arudy, l'extraction du marbre - appelé aussi pierre d'Arudy - s'est surtout développée à partir de la moitié du XIXe siècle. C'est essentiellement le marbre Sainte-Anne qui était alors exploité. En 1848, les carrières de marbre d'Arudy emploient 90 hommes et 10 enfants.
L'ouverture de la ligne ferroviaire Pau-Laruns à la fin du XIXe siècle et l'utilisation de l'énergie hydro-électrique vont donner une dimension industrielle à l'extraction du marbre d'Arudy au XXe siècle. Le nombre des carrières augmente, les variétés de marbre exploitées se diversifient. À cette époque, les produits sont exportés dans différentes régions françaises, en Allemagne, Belgique, Suisse, et jusqu'en Amérique du Sud et aux États-Unis (les lambris du bâtiment de la National City Bank of New-York sont constitués de marbre d'Arudy).
En 1968, près de 8000 tonnes de marbre partent chaque année de la gare d'Arudy. Aux entreprises familiales du XIXe siècle réalisant toute la chaine de fabrication jusqu'au produit fini, se sont adjointes des entreprises à capitaux nationaux voire internationaux qui n'assurent plus que l'extraction des blocs de marbre, les travaux de finition étant réalisés dans d'autres régions. Industrialisation des procédés et spécialisation dans l'extraction seule ont modifié la nature de l'activité, 250 tailleurs de pierre exerçaient leur métier à Arudy en 1914, ils n'étaient plus que 25 en 1968 et 5 en 1975. La fermeture de la ligne Pau-Laruns et la concurrence internationale ont considérablement réduit l'activité.

#### Scierie
En 1923, deux ingénieurs, Lombardi et Morello, installent une scierie à Arudy. Ils sont spécialisés dans l'exploitation des forêts montagnardes grâce à la technique des tricables, ils s'appuient sur les compétences d'Italiens du nord, experts de cette technique. Très vite l'activité se développe, la scierie travaille le bois provenant de plusieurs massifs forestiers pyrénéens. En 1938, les différents sites de l'entreprise emploient 1 000 ouvriers (dont 120 bûcherons). Dans l'usine d'Arudy, ils développent des constructions en bois pré-assemblées, elles seront utilisées pour les camps de réfugiés espagnols (Gurs, Barcarès). Ils équipent le camp militaire d'Idron, et les camps de Lannemezan, de Tarbes, de Châteaulin. En 1950, ils se lancent dans la construction de chalets préfabriqués. À partir de 1950, les routes forestières se développent, le tricable perd de son intérêt, les frais d'exploitation augmentent, le prix du bois baisse et l'entreprise doit fermer définitivement en 1990.

#### Industrie mécanique et métallurgique
L'usine Laprade est créée au début du XXe siècle sous le nom d'usine hydro-électrique du Caü, elle fabrique de petites pièces métalliques (scellés  mécaniques, agrafes pour cartons, plaques pour barrique, cendriers, porte-plumes, etc.). Peu à peu elle diversifie son activité : douilles pour l'armée, articles de sport (piolets et crampons), produits pour l'automobile et pour l'électro-ménager. En 1978, la fabrication de pièces pour l'industrie automobile représente 70 % de son activité. Elle emploie 400 personnes en 1980. En 1989, l'usine Laprade se scinde en deux activités : Laprade laminage et Laprade découpage-emboutissage, cette dernière est rachetée par Sofedit puis par Thyssenkrupp-Automotive en 2003. Mais, victimes de la concurrence internationale, les usines Laprade ferment leurs portes en 2009.
L'usine Messier s'installe à Arudy en 1940. Le groupe est spécialisé dans la fabrique de trains d’atterrissage et d'amortisseurs. En 1971, l'entreprise se scinde en deux entités : Messier-Hispano installé à Bidos et Izeste et Messier-Arudy. Cette deuxième entité  se charge de la fonderie et de l'utilisation d'alliages nouveaux. En 1973, la fonderie d'Arudy produisait 76 tonnes d'alliage au magnésium, 88 tonnes d'alliage d'aluminium et fabriquait des pièces en titane. La fonderie Messier employait 400 personnes en 1980. Elle est reprise par le groupe Ventana en 2008. En 2018, ses effectifs sont inférieurs à 200 salariés.
La société des Fonderies électriques reprend une ancienne usine de carbure de calcium en 1907. C'est dans cette usine qu'est mis au point le procédé Côte et Perron permettant d'obtenir de l'oxyde de zinc à partir de minerai de blende.

#### Industries diverses
En 1899, l'Omnium lyonnais ouvre une usine de carbure de calcium à proximité de la gare d'Arudy. Elle est alimentée en énergie par une usine hydro-électrique située sur le gave d'Ossau et délivrant une puissance de 600 chevaux grâce à un barrage de 9 mètres de haut. La chaux provient d'une usine voisine également située à Arudy. Elle semble ne plus être en activité en 1907, elle aurait été reprise brièvement par la société des Fonderies électriques (cf supra) puis par un industriel arménien pour la taille de rubis et la fabrication de bijoux, cette dernière société aurait été victime d'un sinistre durant les années 1915.
M. Maury crée la Manufacture méridionale de caoutchouc à Arudy en 1922. Il y produit des pneus et différents produits en caoutchouc. L'existence de l'usine est brève puisqu'elle fait faillite en 1926. En subsiste une affiche promotionnelle conservée sur le site de la bibliothèque Pireneas.
Le 29 février 1980, Arudy est l'épicentre d'un séisme de magnitude 5,2 sur l'échelle de Richter et d'intensité 7,5 sur l'échelle MSK qui lézarda de nombreux bâtiments de la ville. Ainsi le collège a dû être reconstruit.

## Héraldique
| Blason | Blasonnement : D'azur à un château d'argent surmonté d'une vache d'or. |

## Politique et administration

### Liste des maires
| Période                                  | Période                   | Identité                     | Étiquette   | Qualité                                                         |
| ---------------------------------------- | ------------------------- | ---------------------------- | ----------- | --------------------------------------------------------------- |
| 1808                                     | 1811                      | Jean Bernard Poutz           |             |                                                                 |
| 1812                                     | 1815                      | Louis Ducrest                |             |                                                                 |
| 1815                                     | 1843                      | Jacques Laruncet             |             |                                                                 |
| 1845                                     | 1847                      | Alexandre Laruncet           |             |                                                                 |
| avril 1848                               | septembre 1848            | Victor Pomme                 |             |                                                                 |
| septembre 1848                           | 1857                      | Jean-Baptiste Ducrest        |             | Propriétaire Conseiller général du canton d'Arudy (1853 → 1856) |
| 1858                                     | 1870                      | Pierre Julien Louis Laruncet |             |                                                                 |
| 1873                                     | 1880                      | Jean Bernis                  |             |                                                                 |
| 1889                                     | 1895                      | Laurent Lacoste              |             |                                                                 |
| 1896                                     | 1911                      | Henri Juppé                  | Républicain | Médecin Conseiller général du canton d'Arudy (1913 → 1919)      |
| 1912                                     | 1914                      | Édouard Minary               |             |                                                                 |
| 1915                                     | 1918                      | Adjoint remplaçant           |             |                                                                 |
| 1919                                     | 1929                      | Isidore Courrèges            |             |                                                                 |
| 1930                                     | 1944                      | Élie Labastie                |             |                                                                 |
| 1945                                     | 1947                      | Firmin Draseou               |             |                                                                 |
| 1947                                     | 1950                      | Jean Mirante                 |             |                                                                 |
|                                          |                           | René Jaquot                  |             |                                                                 |
| 1952                                     | 1955                      | René Auzon                   |             |                                                                 |
| 1956                                     | 1959                      | François Mirande-Péré        |             |                                                                 |
| 1960                                     | 1962                      | René Jaquot                  |             |                                                                 |
| 1963                                     | 1965                      | Charles Clément Lacamoire    |             |                                                                 |
| 1966                                     | mars 1983                 | Georges Houraa               |             |                                                                 |
| mars 1983                                | mars 1989                 | Célestin Cassabé (1918-2012) |             |                                                                 |
| Les données manquantes sont à compléter. |                           |                              |             |                                                                 |
| juin 1995                                | mars 2014                 | Gérard Cambot                | DVG         |                                                                 |
| mars 2014                                | En cours (au 2 juin 2020) | Claude Aussant               | DVG         | Cadre du secteur privé Réélu pour le mandat 2020-2026           |

### Intercommunalité
La commune fait partie de six structures intercommunales :
- l'agence publique de gestion locale ;
- la communauté de communes de la Vallée d'Ossau ;
- le SIVU assainissement de la vallée d'Ossau ;
- le syndicat d'eau de la vallée d'Ossau ;
- le syndicat d'électrification du Bas-Ossau ;
- le syndicat de la perception d'Arudy.

Arudy est le siège de la communauté de communes de la vallée d'Ossau, du SIVU assainissement de la vallée d'Ossau, du syndicat d'eau de la vallée d'Ossau et du syndicat de la perception d'Arudy.
La commune fait partie du Pays d'Oloron et du Haut-Béarn.

## Population et société

### Démographie
Les habitants sont nommés les Arudyens et les habitantes les Arudyennes.
L'évolution du nombre d'habitants est connue à travers les recensements de la population effectués dans la commune depuis 1793. Pour les communes de moins de 10 000 habitants, une enquête de recensement portant sur toute la population est réalisée tous les cinq ans, les populations de référence des années intermédiaires étant quant à elles estimées par interpolation ou extrapolation. Pour la commune, le premier recensement exhaustif entrant dans le cadre du nouveau dispositif a été réalisé en 2007.

En 2022, la commune comptait 2 238 habitants, en évolution de +0,95 % par rapport à 2016 (Pyrénées-Atlantiques : +3,78 %, France hors Mayotte : +2,11 %).
| 1793  | 1800  | 1806  | 1821  | 1831  | 1836  | 1841  | 1846  | 1851  |
| ----- | ----- | ----- | ----- | ----- | ----- | ----- | ----- | ----- |
| 1 767 | 1 635 | 1 745 | 1 774 | 1 863 | 1 745 | 1 971 | 1 973 | 2 026 |

| 1856  | 1861  | 1866  | 1872  | 1876  | 1881  | 1886  | 1891  | 1896  |
| ----- | ----- | ----- | ----- | ----- | ----- | ----- | ----- | ----- |
| 1 878 | 1 930 | 1 995 | 1 978 | 1 801 | 2 027 | 1 843 | 1 816 | 1 731 |

| 1901  | 1906  | 1911  | 1921  | 1926  | 1931  | 1936  | 1946  | 1954  |
| ----- | ----- | ----- | ----- | ----- | ----- | ----- | ----- | ----- |
| 1 710 | 1 868 | 1 897 | 1 723 | 1 786 | 2 032 | 1 930 | 2 130 | 2 112 |

| 1962  | 1968  | 1975  | 1982  | 1990  | 1999  | 2006  | 2007  | 2012  |
| ----- | ----- | ----- | ----- | ----- | ----- | ----- | ----- | ----- |
| 2 444 | 2 874 | 2 892 | 2 705 | 2 537 | 2 234 | 2 246 | 2 248 | 2 185 |

| 2017  | 2022  | - | - | - | - | - | - | - |
| ----- | ----- | - | - | - | - | - | - | - |
| 2 229 | 2 238 | - | - | - | - | - | - | - |

## Économie
Arudy possède des activités économiques variées :
- la commune possède un important centre d'élevage d'ovins ainsi qu'une très forte activité liée à la chasse. Arudy fait partie de la zone d'appellation de l'ossau-iraty ;
- la commune conserve en exploitation des sites d'extraction de marbre (gris-noir) et de calcaire. L'église Saint-Sévère d'Assat a, par exemple, été construite, en 1873, avec du calcaire d'Arudy ;
- des industries du bois et du façonnage du marbre ;
- la fonderie industrielle Messier, filiale du groupe Ventana Aerospace, emploie environ 200 personnes. La fonderie a produit des alliages au magnésium-thorium destinés à servir les besoins de l’aéronautique. L’usinage de ces matières a entraîné la production de déchets contenant du thorium.

13,3 t de résidus d’alliages au magnésium-thorium (crasses de fonderie, copeaux d’usinage, rebuts divers...) sont stockées dans un emplacement spécial, avec une radioactivité de 1,9 GBq en thorium 232,.
La société, confrontée à des difficultés économiques a été placée en procédure de continuation par le tribunal de commerce le 1er avril 2010. Le tribunal de commerce de Pau homologue la sortie de la procédure de sauvegarde proposée par la direction et les administrateurs judiciaires de la fonderie Messier en juillet 2011. La fonderie Meissier est un des maîtres d'œuvre du projet collaboratif CARAIBE labellisé par le pôle de compétitivité AerospaceValley et financé par le Fonds unique interministériel.

## Culture et patrimoine

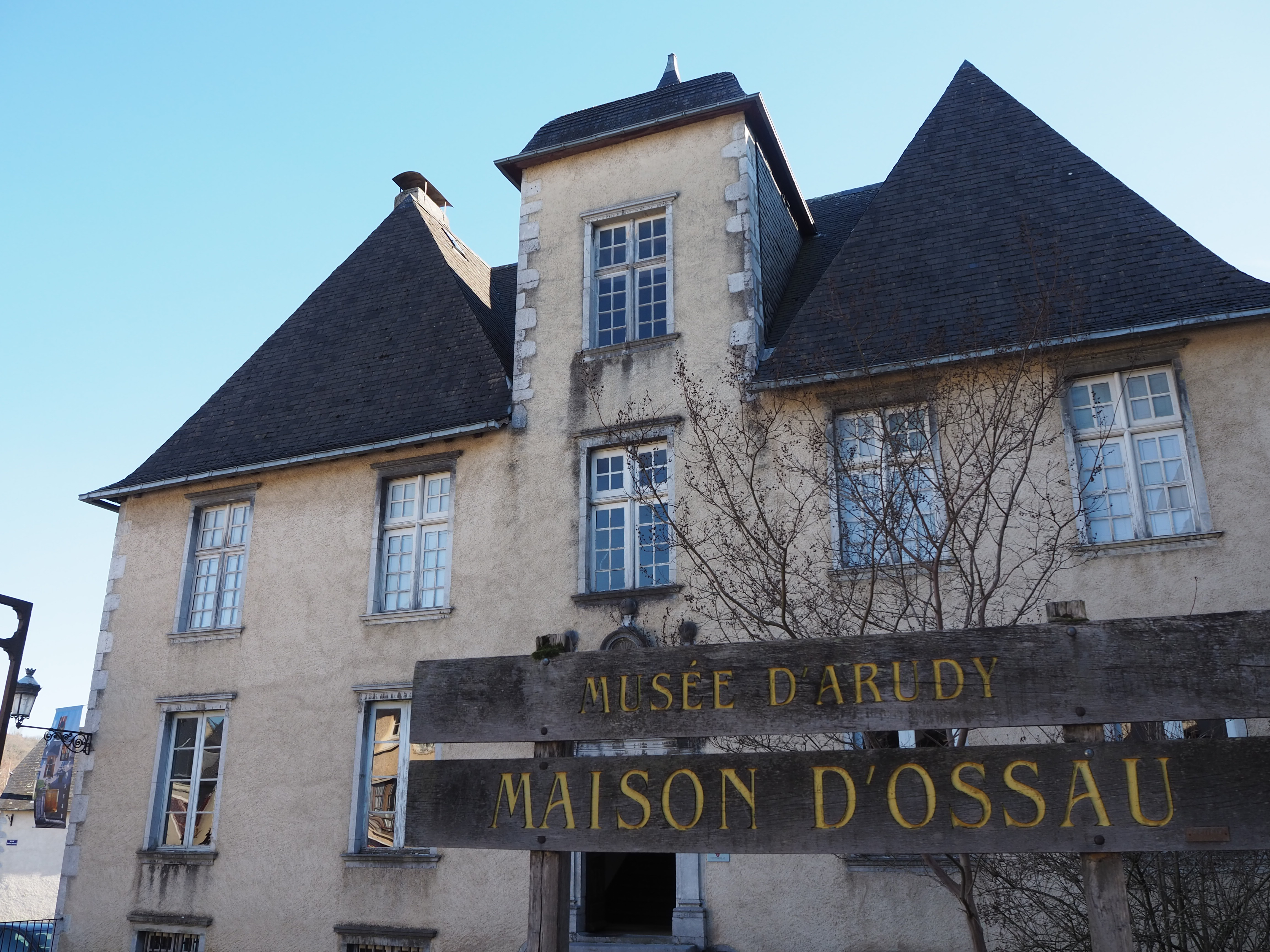
L'hôtel Pouts accueille la Maison d'Ossau.

### Patrimoine civil
L'hôtel Pouts est une ancienne abbaye laïque du XVIIe siècle, qui devint par la suite une gendarmerie. Le bâtiment a été rénové en 1971 pour accueillir un musée, la Maison d'Ossau. Il fut inscrit à l'inventaire supplémentaire des monuments historiques (façades et toîtures) en septembre 1970.
La Maison d'Ossau expose des collections d'archéologie régionale, des spécimens de la flore et de la faune pyrénéennes, des costumes locaux.
Arudy possède des maisons des XVIe et XVIIe siècles, un pont dit romain et des lavoirs du XIXe siècle.

### Patrimoine religieux

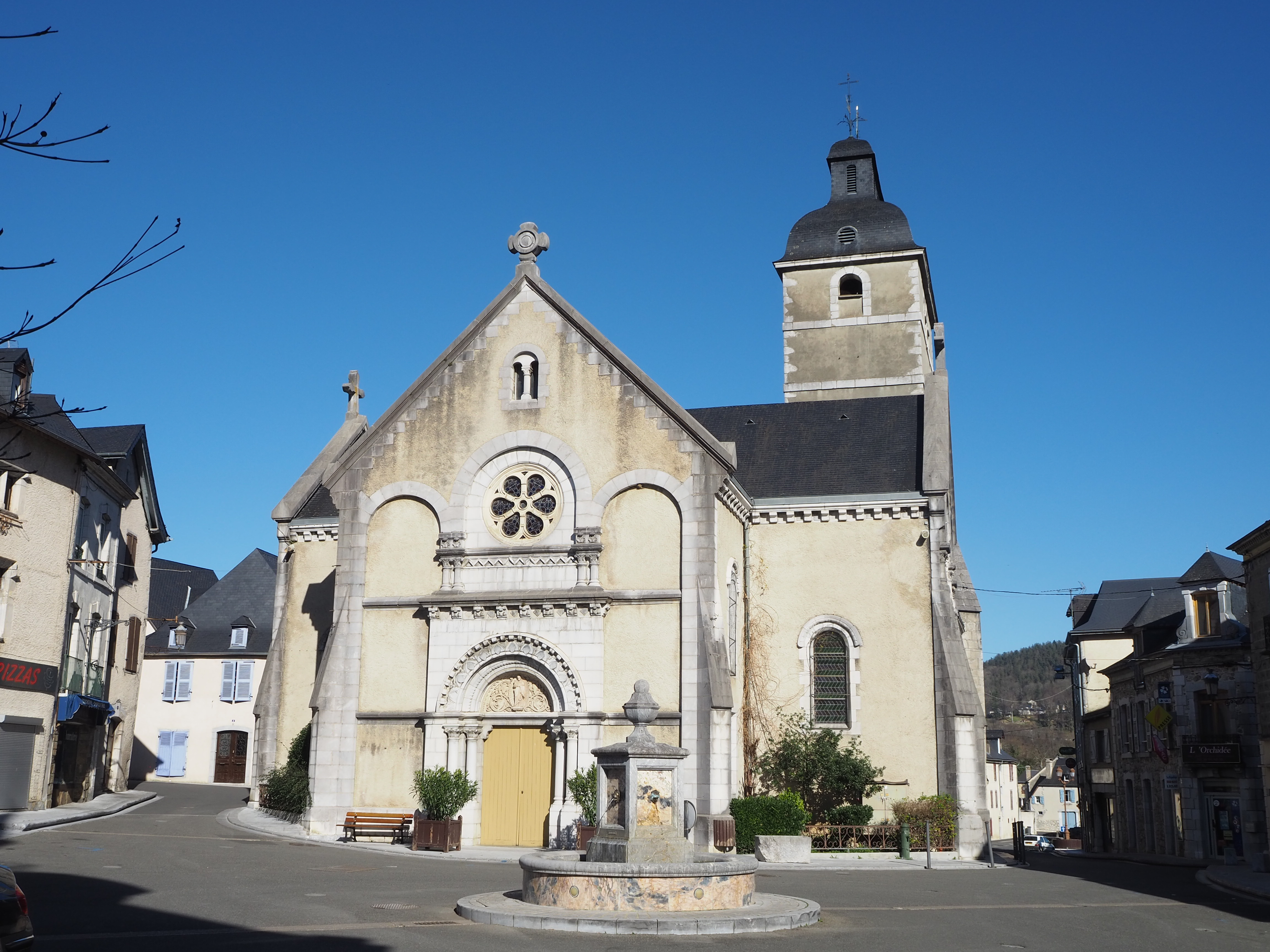
L'église Saint-Germain.
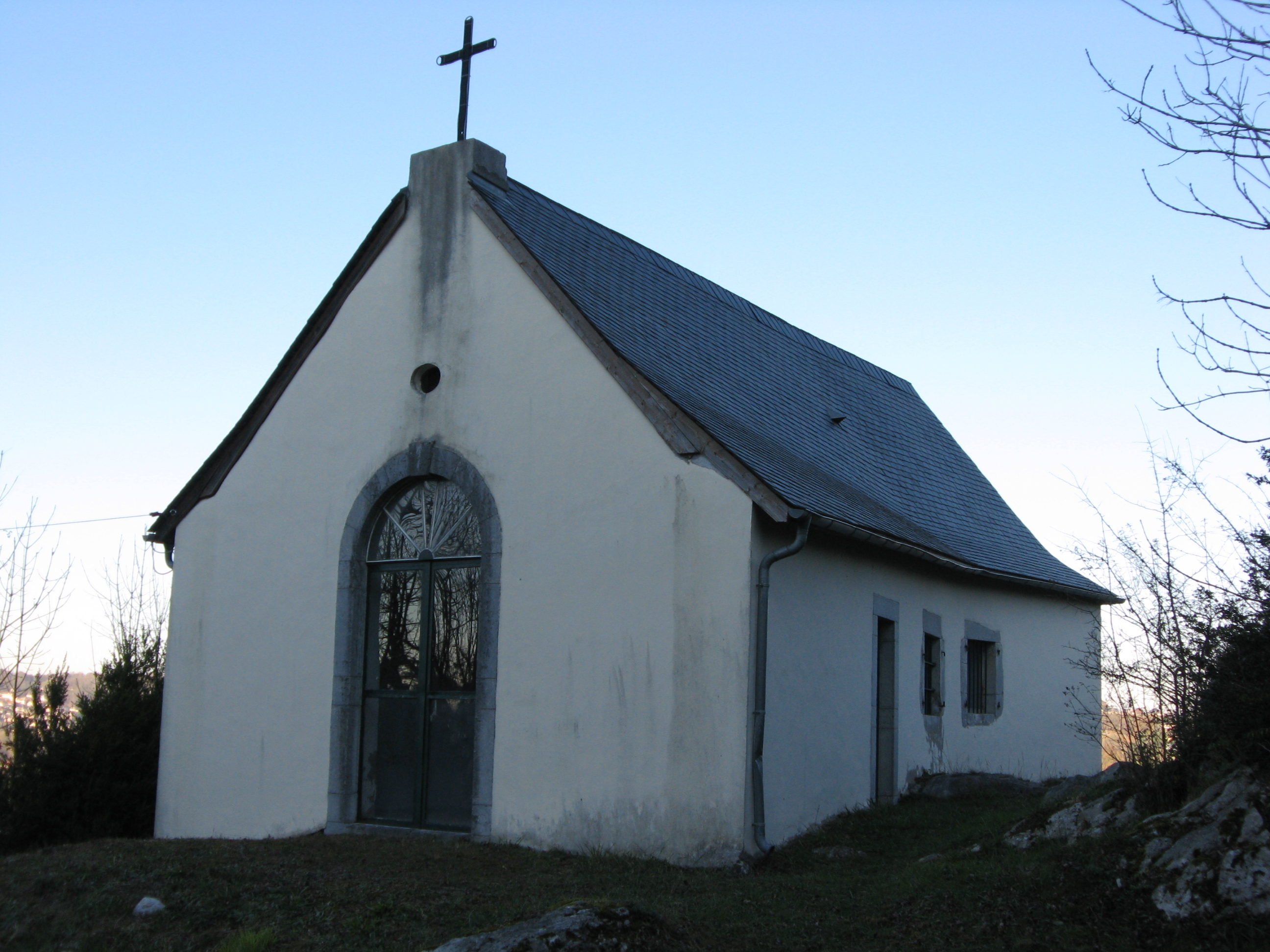
Chapelle dédiée à l'archange saint Michel.
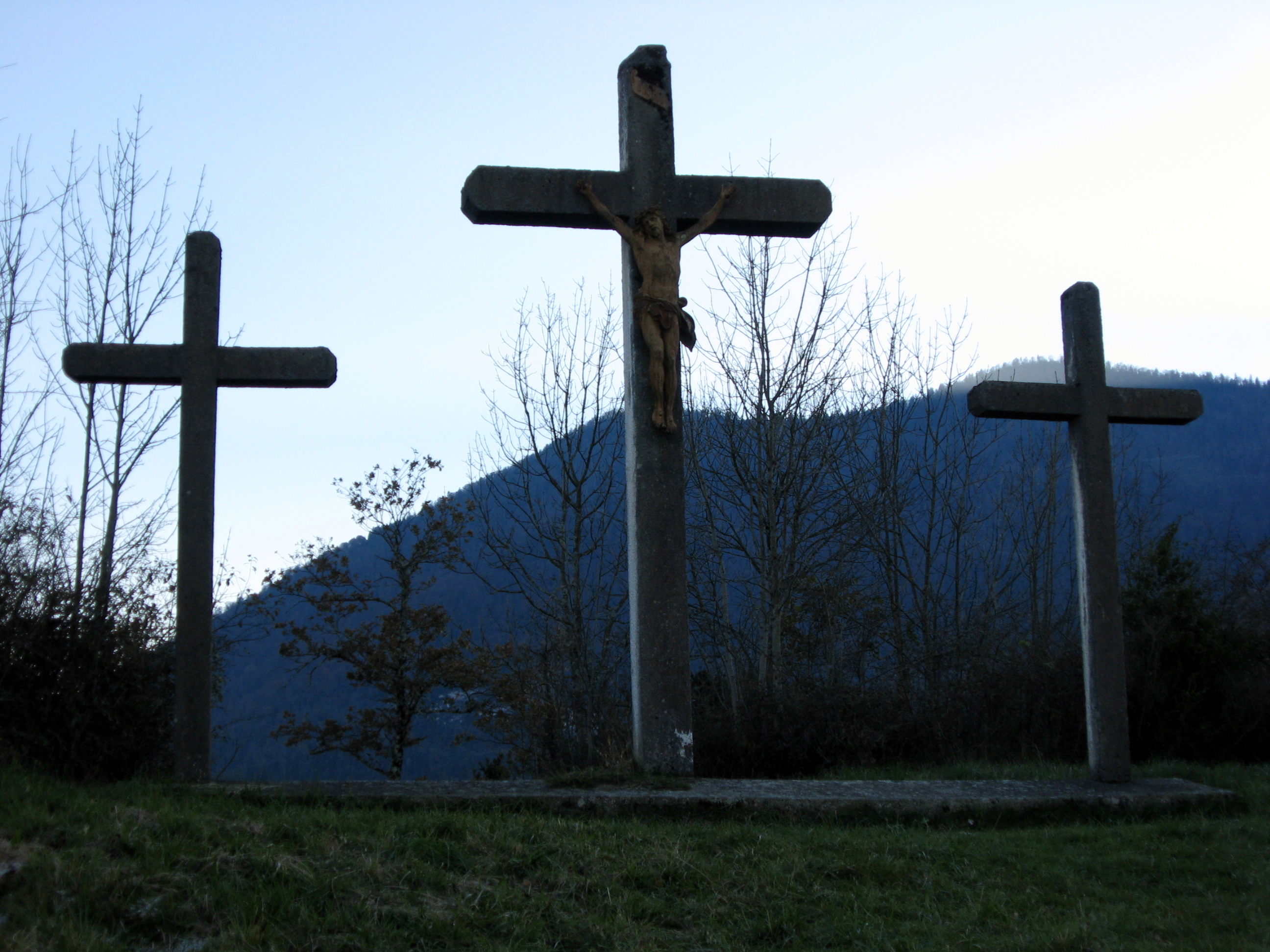
Croix dédiée à l'archange saint Michel.
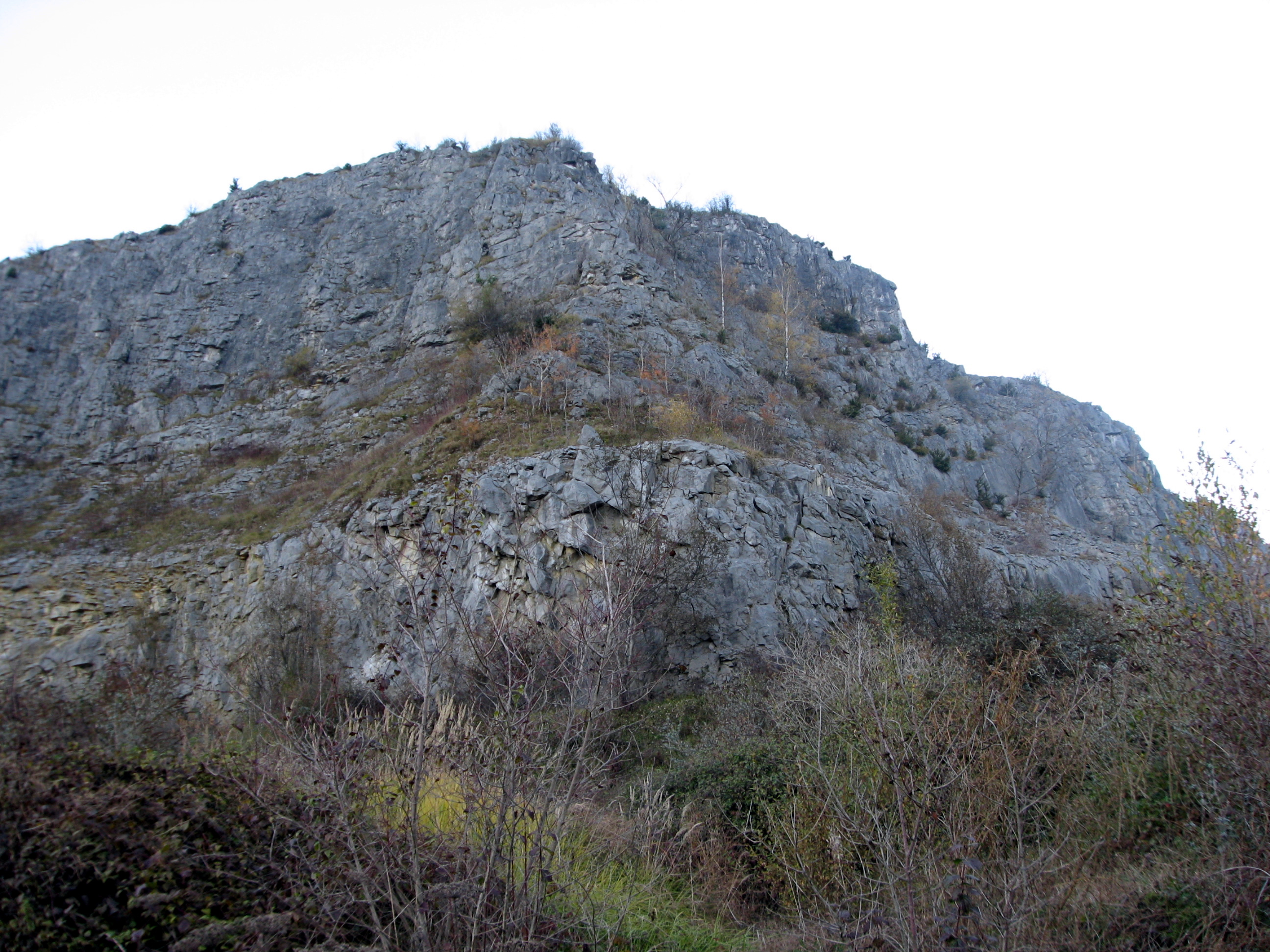
Falaise de la chapelle Saint-Michel.

L'église Saint-Germain (XIIe siècle, rénovée au XIXe siècle) recèle un retable, un chandelier, une croix de procession du XVIIIe siècle, une statue de saint Germain et un tableau, tous classés à titre d'objets.
L'intérieur de la chapelle Saint-Michel est décorée par des peintures de Pierre Martinez.

## Équipements

### Enseignement
La commune dispose d'un collège public et de deux écoles primaires, l'une publique, l'autre privée est fermée depuis la rentrée de septembre 2011.

### Sports et équipements sportifs
- L'Étoile sportive arudyenne où Étoile sportive d'Arudy[90] est un club de rugby qui évolue en Régionale 1 (2023);
- TCO club de tennis actif avec formation assurée par un moniteur diplômé ; trois courts de tennis : un en terre battue et deux courts en quick ;
- Le rocher école d'Arudy est l'un des plus fréquentés de la région ; composé de trois secteurs principaux, il compte plus d'une centaine de voies d'escalade équipées.
- La piscine à une profondeur maximale de 3,2m

## Personnalités liées à la commune

### Nées auXVIIIesiècle
Jean Darriule, né le 16 novembre 1774 à Arudy, est un lieutenant-général français. Son nom figure sur l'arc de Triomphe de Paris.

### Nées auXIXesiècle
- Georges Penabert, né le 24 avril 1825, est un photographe qui a exercé principalement à Paris (France), Madrid (Espagne), New York (États-Unis), Philadelphie (États-Unis) et à La Havane (Cuba). Son neveu est l'administrateur colonial Eugène Decazes.
- Édouard Piette, né en 1827, dirigea les fouilles des sites du Paléolithique supérieur d'Arudy.
- Jean-Baptiste Dortignacq, né le 25 avril 1884 à Arudy, est un coureur cycliste.

### Nées auXXesiècle
- Robert Barran, né le 13 janvier 1918 à Arudy, est un joueur de rugby à XIII et de  rugby à XV.
- Georges Laplace, préhistorien français né en 1918 et décédé en 2004 à Pau, fonda en 1970 le « Centre de palethnologie stratigraphique d'Arudy » (contraction pour paléo-ethnologie). De 1969 à 1989, y furent organisés des séminaires annuels d'archéologie préhistorique, qui donnèrent lieu à la publication de la revue Dialektikê. Cahiers de typologie analytique.
- Jérôme Garcès, né le 24 octobre 1973 à Pau, est un arbitre de rugby à XV, au sifflet lors de la finale de la coupe du monde 2019 au Japon.
- Jean-Louis Jamboué
- Julien Dumora, né le 24 mars 1988, joueur français de rugby à XV qui fut champion de France (Top14) en 2018 et Finaliste en 2022.
- Adrien Latorre, né le 4 août 1990 à Pau, est un joueur français de rugby à XV.
- Yohan Beheregaray, né en 1996, rugbyman français.

## Pour approfondir